# Russell Brand

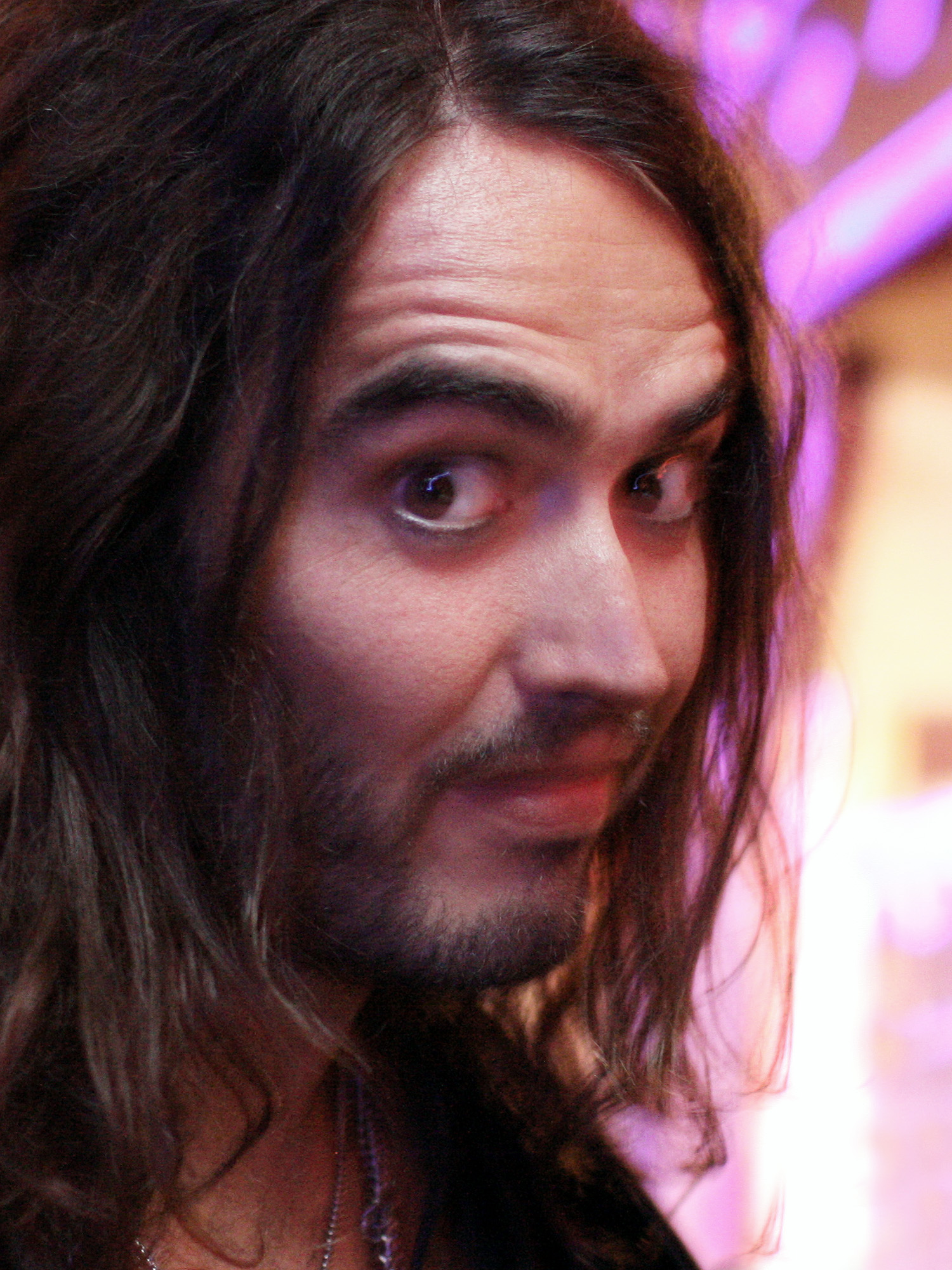
Russell Brand

Russell Edward Brand (Grays, 4 juni 1975) is een Engelse radio- en televisiepresentator, komiek en acteur. Hij presenteert zich als flamboyante verschijning en schuwt er niet voor controverses op te zoeken. Hij won British Comedy Awards in 2006 (beste nieuwkomer) en 2008 (beste live stand-up).

## Biografie
Brand maakt in films doorgaans zijn opwachting in bijrollen als excentrieke muzikant. Zo schopte hij in Penelope Johnny (James McAvoy) uit zijn jazzcafé en speelt hij in Forgetting Sarah Marshall de voornamelijk op seks gerichte alternatieve rockzanger Aldous Snow, die Sarah Marshall (Kristen Bell) van hoofdpersonage Peter Bretter (Jason Segel) heeft afgepakt. Diezelfde Snow speelde hij twee jaar later opnieuw in Get Him to the Greek.
Brand heeft een bipolaire stoornis en heeft geleden aan boulimia en automutilatie. Daarbij is hij een voormalige heroïne-, drank- en seksverslaafde. Brand bracht een autobiografie uit onder de titel My Booky Wook, waarmee hij in 2008 een British Book Award won. Twee jaar later verscheen zijn tweede boek: Booky Wook 2: This Time it's Personal.
In 2013 lanceerde Brand zijn eigen nieuwskanaal The Trews, waarin hij dagelijks updates publiceert met daarin actualiteiten. Hij verzet zich sterk tegen de mainstreammedia, met name de BBC en de Amerikaanse nieuwszenders, in het bijzonder FOX News. Brand streeft naar eigen zeggen naar een nieuw politiek systeem, omdat het huidige puur gericht is op economisch belang en multinationals, wat grote verschillen tussen rijk en arm creëert.